# Карпанцано
Карпанцано је насеље у Италији у округу Козенца, региону Калабрија.
Према процени из 2011. у насељу је живело 300 становника. Насеље се налази на надморској висини од 590 м.

## Становништво
| 1951. | 1961. | 1971. | 1981. | 1991. | 2001. | 2011. |
| ----- | ----- | ----- | ----- | ----- | ----- | ----- |
| 1.524 | 1.188 | 813   | 645   | 522   | 378   | 300   |